# Pompa śrubowa

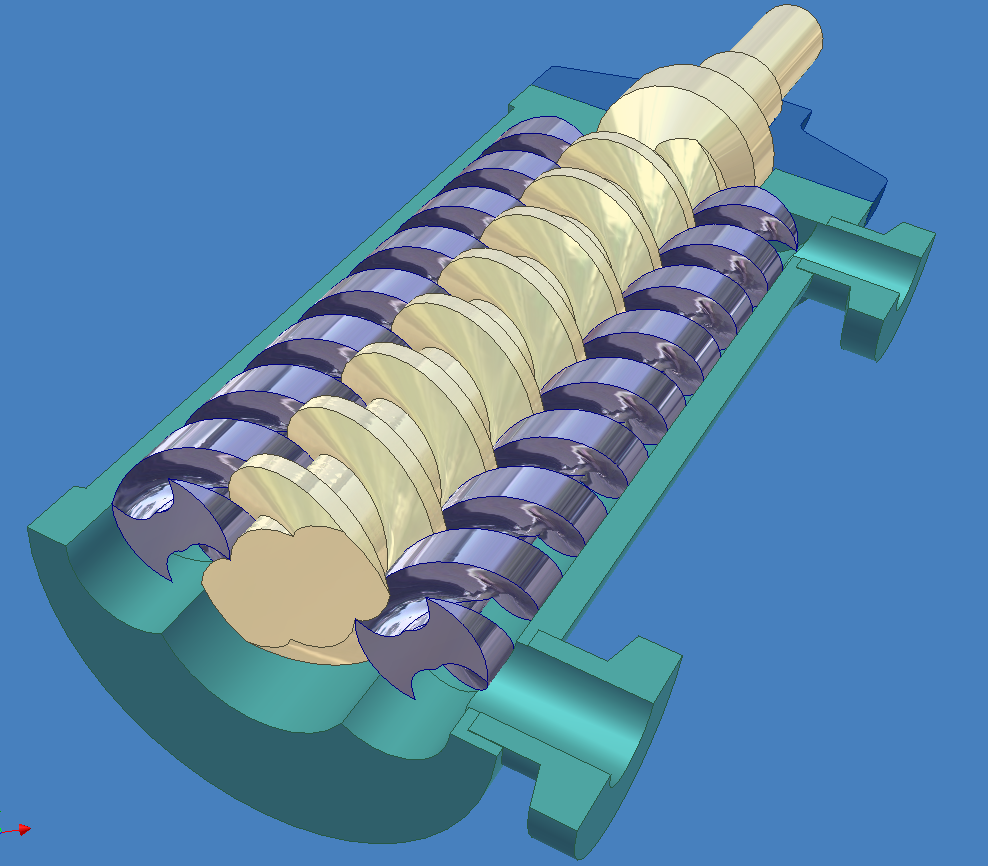
Pompa śrubowa trójwirnikowa

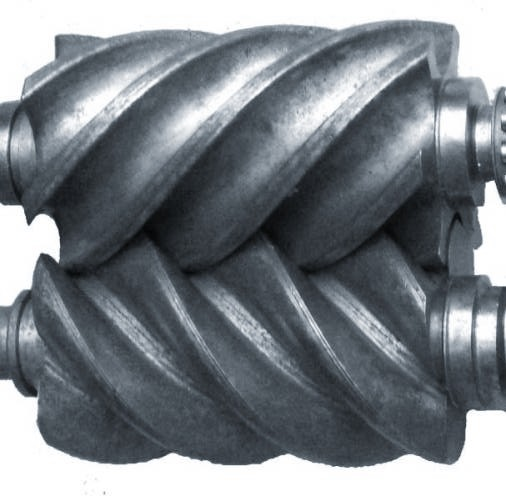
Wirniki dwuwirnikowej pompy śrubowej

Pompa śrubowa – rodzaj pompy wyporowej, w której transport cieczy wymuszany jest obrotami ślimakowej śruby. Ciecz zamknięta w przestrzeniach pomiędzy ślimakiem a korpusem pompy zostaje przenoszona od strony ssawnej do tłocznej pompy. 
Pompa ślimakowa nie posiada zaworów. Charakterystyka czasowa pompy śrubowej jest względnie stała.
Wydajność pomp śrubowych wynosi do 0,2 m³/s, ciśnienie osiągane przy prędkości obrotowej do 18 000 obr./min - 20 MPa. Sprawność jest nieco mniejsza niż pomp zębatych.